# INS Viraat
La INS Viraat (sanscrito: विराट, Virāṭ ovvero "Gigante"), distintivo ottico R22, è stata una portaerei classe Centaur in servizio con la Indian Navy dal 1986 al 2017, dopo essere stata acquistata dal Regno Unito.

## Caratteristiche
La nave disponeva di un ponte di volo angolato rinforzato e trampolino di lancio inclinato di 12° per aerei a decollo verticale Sea Harrier ed era altresì in grado di trasportare anche 750 effettivi delle truppe da sbarco e imbarcare quattro LCVP a poppa; in uno scenario di guerra la nave poteva essere impiegata sia a supporto di operazioni anfibie, sia con compiti di lotta antisommergibile.
Il gruppo aereo imbarcato era costituito da:
- caccia Sea Harrier FRS Mk.51
- elicotteri AEW Kamov Ka-31 Helix-B
- elicotteri ASW Sea King Mk.42 o Kamov Ka-28 Helix-A
- elicotteri per lotta antisommergibile e da ricerca e salvataggio Sea King Mk.42B e Mk.42C
- elicotteri da supporto logistico HAL Chetak

## Servizio nella Royal Navy
La costruzione della nave era cominciata nel corso della seconda guerra mondiale, con il nome originario di Elephant. Con la fine della guerra la costruzione venne sospesa, ma venne ripresa nel 1952 per liberare lo scalo di alaggio, e lo scafo venne quindi varato il 16 febbraio 1953. Completata come HMS Hermes nel 1959 dopo essere rimasta incompiuta fino al 1957, entrò in servizio con varie modifiche tra cui un grosso radar da ricerca tridimensionale modello Type 984.
La nave ha fatto parte del gruppo di quattro portaerei d'attacco nell'Oceano Indiano fino al 1970.
Nel 1966, ritenuta un surplus alle esigenze operative della Royal Navy, era stata offerta all'Australia per sostituire la portaerei HMAS Melbourne e, dopo che nel 1968 aveva preso parte ad esercitazioni combinate con la Royal Australian Navy per valutarne l'acquisizione, l'offerta venne declinata a causa degli alti costi operativi e di manutenzione della nave.
La nave venne sottoposta a lavori a Devonport nel 1980, durati fino a giugno 1981, con modifiche al ponte di volo che venne dotato di uno ski jump di 12° per il supporto alle operazioni di volo dei caccia a decollo verticale Sea Harrier.
Nel 1982 era in procinto di essere radiata ed erano state avviate trattative di vendita con l'India, ma il 2 aprile 1982  l'Argentina invase le Isole Falkland e la Royal Navy inviò la HMS Hermes e la HMS Invincible verso le isole occupate dagli argentini e la Hermes divenne il fulcro della forza navale inglese impegnata nella riconquista delle isole rivestendo il ruolo di ammiraglia. Dopo la guerra ed un periodo di quattro mesi in cantiere per lavori, rientrò in servizio nel novembre 1982 ed utilizzata come nave comando durante esercitazioni NATO. Fu poi riconvertita al ruolo di portaerei d'attacco prima di essere messa in riserva nel febbraio 1984.
Nel 1983 la nave era stata nuovamente offerta all'Australia insieme ad una squadriglia di Harrier, in quanto il 5 febbraio 1982 la Marina Australiana dopo mesi di trattative aveva accettato la proposta della Gran Bretagna per la vendita della Invincible al costo di 175 milioni di sterline, per sostituire la Melbourne, ma con il sopraggiungere del conflitto delle Falkland le due portaerei vennero impiegate nella guerra contro gli argentini e, terminato il conflitto, nel luglio 1982 il governo britannico decise di mantenere in servizio la Invincible, offrendo in cambio la portaerei HMS Hermes, ma il governo australiano declinò l'offerta.

## Servizio nella Indian Navy
Radiata dalla Royal Navy, dopo il rifiuto del governo australiano vennero riprese le trattative con l'India che nel frattempo aveva rivolto la sua attenzione verso altre alternative, avviando in particolare dei contatti con la Fincantieri per la costruzione di una portaerei leggera sul tipo dell'incrociatore portaelicotteri italiano Garibaldi, ma alla fine l'India finì per scegliere l'offerta britannica notevolmente più economica.
La HMS Hermes, ceduta alla Indian Navy nell'aprile 1986, venne ribattezzata INS Viraat ("Gigante") e prima della consegna venne sottoposta a notevoli lavori di riammodernamento a Devonport. Nel corso dei lavori la nave venne dotata di nuovi sistemi antincendio, nuovi radar di navigazione, miglioramento alla protezione NBC, e trasformazione delle caldaie a olio combustibile.
Nel settembre 1993 un allagamento alla sala macchine mise temporaneamente la nave fuori servizio per diversi mesi. Nel 1995 la nave rientrò in servizio con un nuovo radar di ricerca.
La nave durante il suo servizio nella marina militare indiana è stata sottoposta a notevoli lavori di riammodernamento.
Nel corso dei lavori effettuati tra luglio 1999 e aprile 2001 venne potenziata la propulsione e vennero installati nuovi sensori, nuovo sistema di combattimento dell'italiana Selex, sistemi di comunicazione moderni, nuovo radar di sorveglianza a lungo raggio e nuovi sistemi d'arma. Al termine dei lavori le elettroniche erano costituite da un radar di ricerca aerea BEL/Signaal RAWL 02, un radar di ricerca aerea e di superficie RAWS 08, due radar di navigazione BEL Rashmi, radar di tiro Plessey Type 904, sonar Graseby Type 184M a scafo, mentre i sistemi di guerra elettronica sono affidati al sistema ESM BEL Ajanta e le contromisure elettroniche a due lanciachaff Knebworth Corvus. La INS Viraat è equipaggiata con, sistema di comunicazione dati Link 10, sistema di comunicazione satellitare SATCOM e sistema TACAN.
I lavori hanno anche interessato gli hangar che sono stati dotati di nuove paratie antincendio e nuovi ascensori per il trasporto dei velivoli sul ponte di volo allo scopo di ridurre i tempi di reazione in caso di attacco. Al termine dei lavori la nave è rientrata in servizio ai primi di giugno 2001.
Nella seconda metà del 2003 la nave è stata sottoposta a nuovi lavori di riammodernamento, nel corso dei quali è stato installato un VLS per sedici missili mare-aria Barak, con relativo radar di guida e controllo del fuoco EL/M-2221 STGR, rientrando in servizio nel novembre 2004.
Alla fine dell'estate del 2007 la INS Viraat ha partecipato all'esercitazione Malabar 2007 coi gruppi da battaglia delle portaerei statunitensi Kitty Hawk e Nimitz e con unità navali di Australia, Giappone e Singapore. L'esercitazione ha lo scopo di accrescere l'interoperabilità tra diverse marine militari e di sviluppare comuni procedura per operazioni di sicurezza marittima.
La nave è stata sottoposta ad altri lavori di riammodernamento nei cantieri di Cochin tra gennaio ed agosto 2009, allo scopo di prolungarne l'attività operativa. Il suo ritiro dal servizio era previsto per il 6 marzo 2017. La sua radiazione è stata però anticipata al 2016; il suo gruppo aereo imbarcato, composto da Sea Harrier FRS.51 ed elicotteri Sea King Mk. 42B e Mk. 42C oltre che da Chetak, si è assottigliato sempre più data l'indisponibilità dei pezzi di ricambio per gli Harrier, tanto che la nave era stata soprannominata "one-Harrier carrier"; dopo 56 anni di servizio operativo, di cui 27 come HMS Hermes e 29 come Viraat, un primato mondiale tra le portaerei che ha superato anche quello della USS Enterprise (CVN-65), la nave è salpata a fine gennaio 2016 da Mumbai alla volta di Visakhapatnam, nello Stato indiano dello Andhra Pradesh, per partecipare ad una rivista navale imbarcando per l'ultima volta un gruppo aereo composto da 6 Harrier, 4 Chetak e 6 Sea King.
Al momento del suo ritiro dal servizio, nel marzo 2017, sotto bandiera indiana, la nave ha trascorso 2.252 giorni in mare navigando per 588.287 miglia nautiche, pari a 1.089.507,524 chilometri. Ciò fa sì che la Viraat abbia solcato il mare per un tempo pari a 7 anni, percorrendo la stessa distanza per circumnavigare il globo oltre 27 volte. Dal suo esordio, le sue caldaie hanno funzionato per un totale di 80.715 ore di moto mentre i vari aeromobili imbarcati hanno totalizzato più di 22.622 ore di volo al servizio del paese. Soprannominata affettuosamente "Madre" dalla Marina, dal 1987, al suo comando vi si sono susseguiti 22 ufficiali di vascello.
I tentativi di trasformare la nave in un museo a tutto il 2018 non sono andati a buon fine.
Il 25 agosto 2020 è stata annunciata la vendita dell’unità per la demolizione alla Shri Ram Green Ship Recycling Industries Ltd per la cifra di Rs 38.50 crore (ovvero 4.462.802,61 Euro), salpando dal porto di Mumbai il 13 settembre per il suo ultimo viaggio verso Alang, nello Stato indiano del Gujarat, dove è giunta lunedì 28 settembre 2020, venendo spiaggiata col favore dell'alta marea in attesa del suo destino finale.

### Gruppo aereo imbarcato
| Squadriglia | Nome         | Stemma | Velivolo                |
| ----------- | ------------ | ------ | ----------------------- |
| INAS 300    | White Tigers |        | BAE Sea Harrier         |
| INAS 552    | The Braves   |        | BAE Sea Harrier         |
| INAS 321    | Angels       |        | Alouette III HAL Chetak |
| INAS 330    | Harpoons     |        | Westland Sea King       |

### Cronotassi dei comandanti
| successione | grado e nome                                      | assume l’incarico | cede l’incarico   |
| I           | capitano di vascello Vinod Pasricha NM            | 12 maggio 1987    | 15 dicembre 1988  |
| II          | capitano di vascello Madhvendra Singh             | 15 dicembre 1988  | 30 agosto 1990    |
| III         | capitano di vascello Arun Prakash VrC, VSM        | 30 agosto 1990    | 26 dicembre 1991  |
| IV          | capitano di vascello Madanjit Singh               | 26 dicembre 1991  | 21 marzo 1993     |
| V           | capitano di vascello Yashwant Prasad              | 21 marzo 1993     | 28 settembre 1994 |
| VI          | capitano di vascello J S Bedi VSM                 | 28 settembre 1994 | 13 ottobre 1995   |
| VII         | capitano di vascello Vijay Shankar                | 13 ottobre 1995   | 8 novembre 1996   |
| VIII        | capitano di vascello Nirmal Kumar Verma           | 8 novembre 1996   | 13 dicembre 1997  |
| IX          | capitano di vascello S K Damle NM, VSM            | 13 dicembre 1997  | 15 giugno 2000    |
| X           | capitano di vascello R F Contractor               | 15 giugno 2000    | 18 dicembre 2001  |
| XI          | capitano di vascello Devendra Kumar Joshi NM, VSM | 18 dicembre 2001  | 7 gennaio 2003    |
| XII         | capitano di vascello Anil Chopra                  | 7 gennaio 2003    | 6 gennaio 2004    |
| XIII        | capitano di vascello Pradeep Chauhan              | 6 gennaio 2004    | 31 maggio 2005    |
| XIV         | capitano di vascello Surinder Pal Singh Cheema NM | 6 gennaio 2004    | 31 maggio 2005    |
| XV          | capitano di vascello Girish Luthra                | 31 maggio 2005    | 1º agosto 2007    |
| XVI         | capitano di vascello Abhay Raghunath Karve        | 1º agosto 2007    | 27 dicembre 2008  |
| XVII        | capitano di vascello Anil Kumar Chawla            | 27 dicembre 2008  | 6 agosto 2010     |
| XVIII       | capitano di vascello R. Hari Kumar                | 6 agosto 2010     | 15 novembre 2011  |
| XIX         | capitano di vascello Ajendra Bahadur Singh        | 15 novembre 2011  | 1º giugno 2013    |
| XX          | capitano di vascello Biswajit Dasgupta            | 1º giugno 2013    |                   |
| XXI         | capitano di vascello Rajesh Pendharkar            |                   | 13 luglio 2016    |
| XXII        | capitano di vascello Puneet Chadha                | 13 luglio 2016    | 26 febbraio 2017  |

## Galleria d'immagini

Immagini della nave nell'esercitazione Malabar 2007
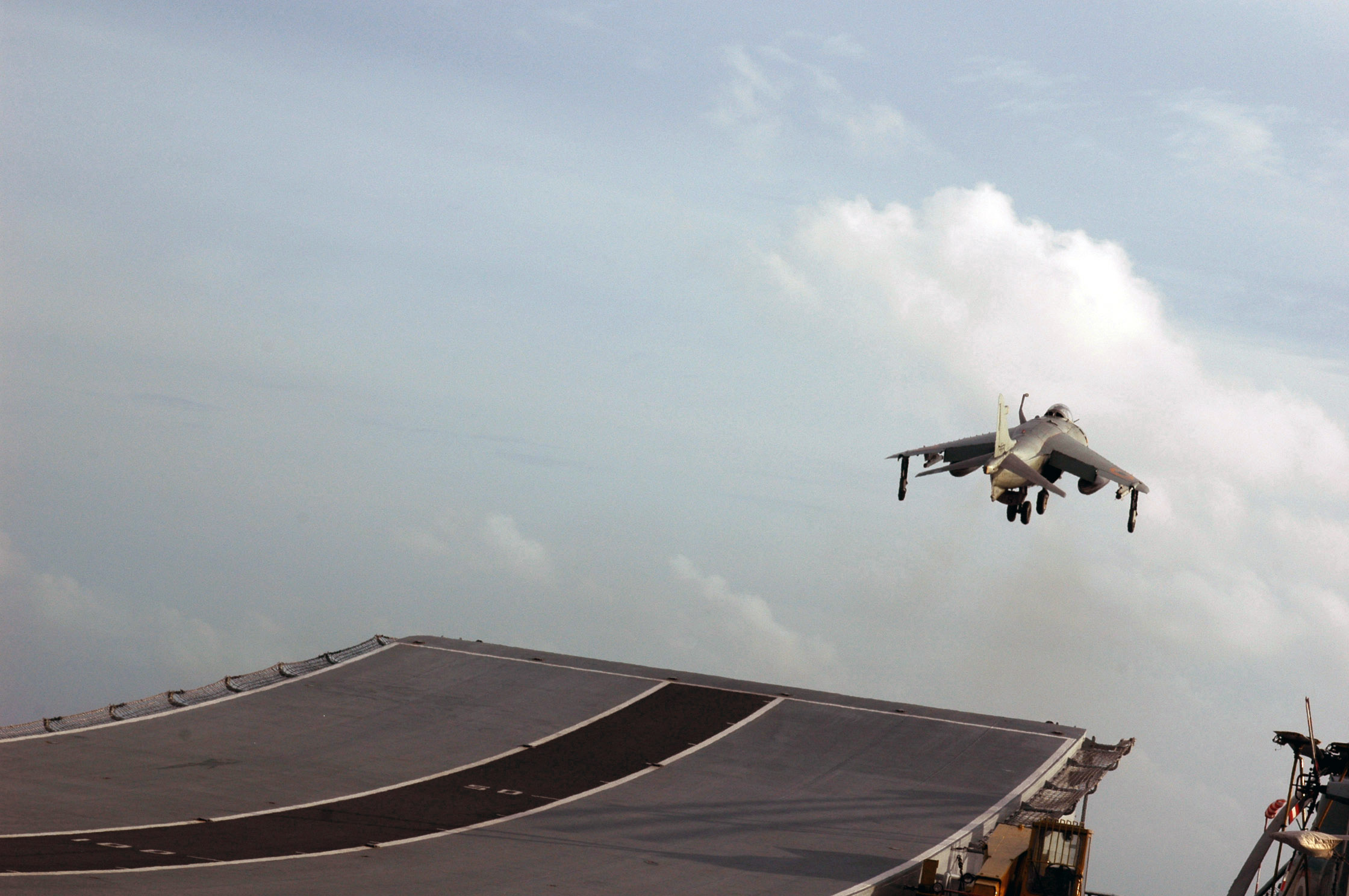
Decollo di un Harrier dalla portaerei
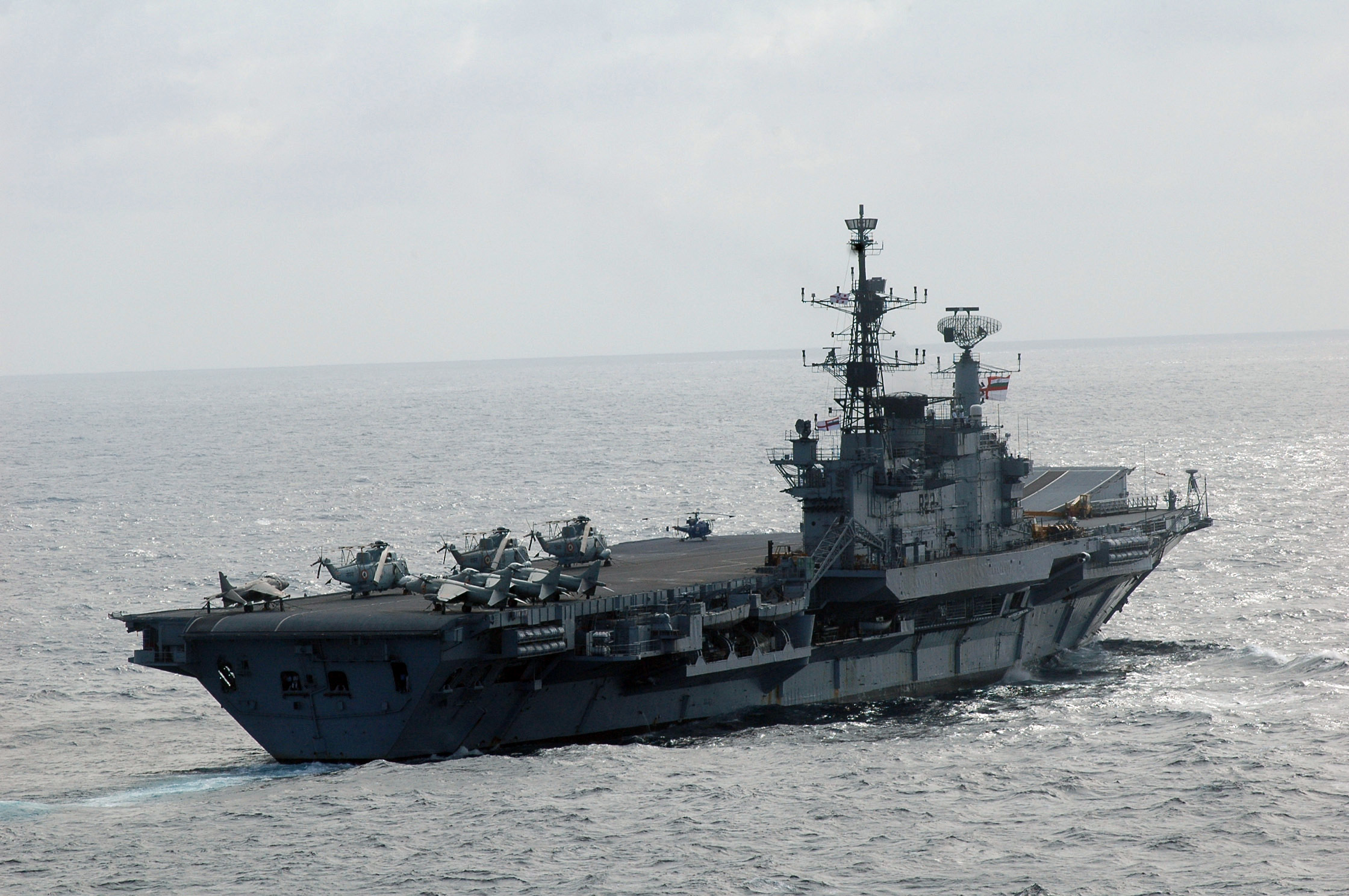
La INS Viraat in navigazione
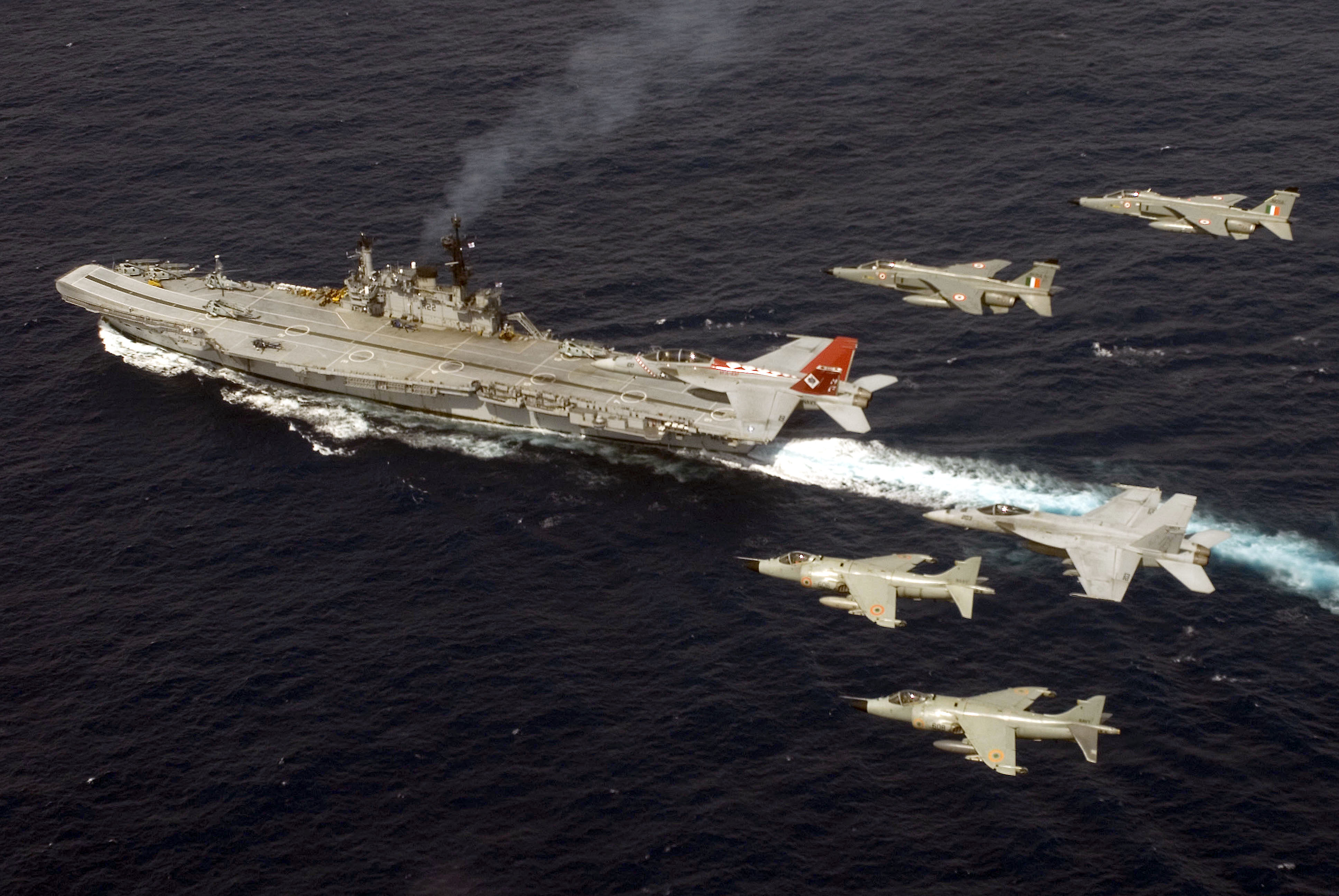
La INS Viraat sorvolata da un gruppo di velivoli
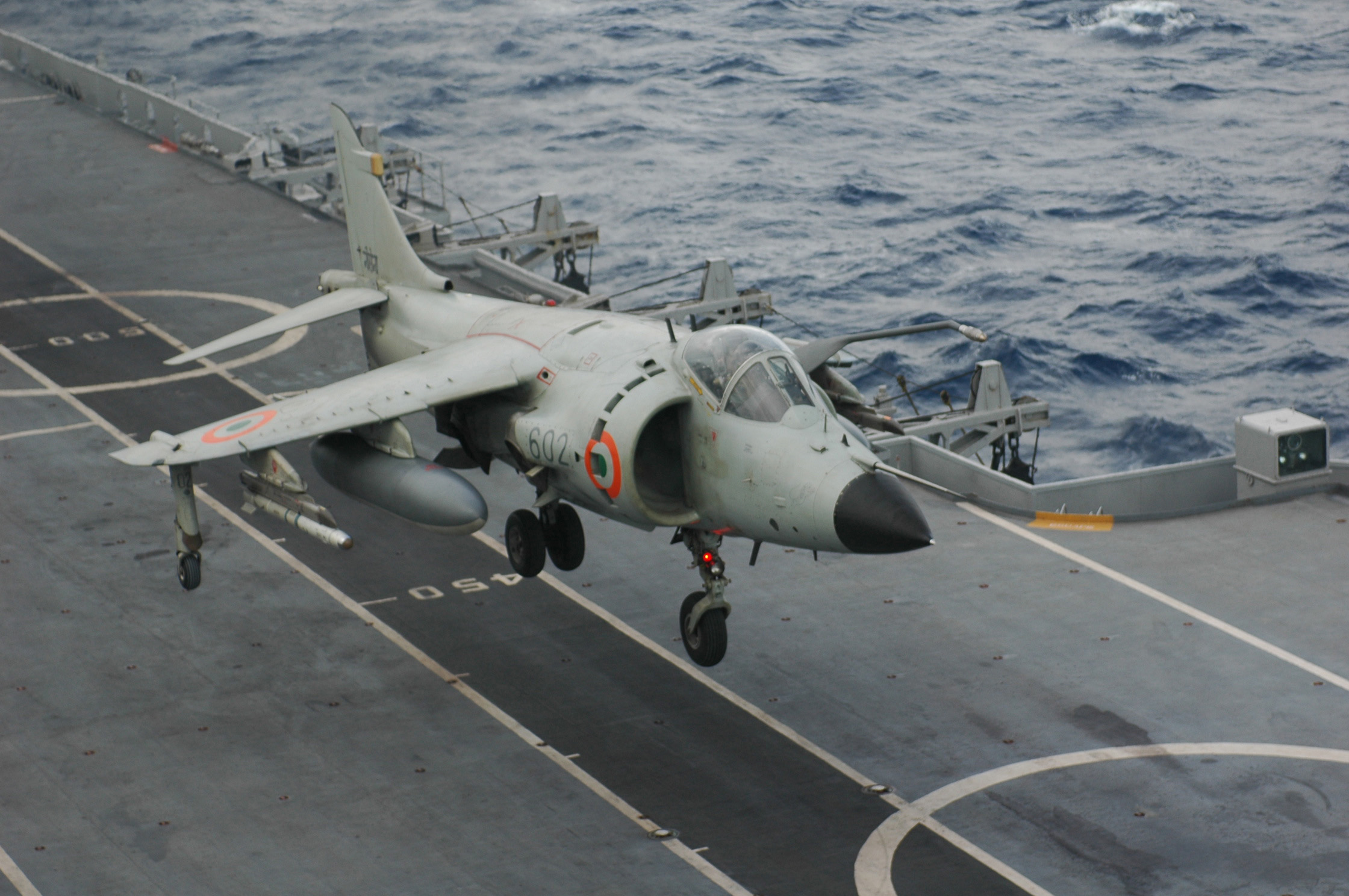
Appontaggio di un Harrier